# Progressieve Socialistische Partij
Deze pagina gaat over een Libanese politieke partij. Voor de Nederlandse PSP, zie Pacifistisch Socialistische Partij.
Progressieve Socialistische Partij (PSP) (Arabisch: الحزب التقدمي الاشتراكي, al-Ḥizb at-taqaddumī al-ischtirāki), is een Libanese politieke partij. De PSP werd in 1949 opgericht door de druzen-leider Kamal Jumblatt (1917-1977). Hoewel de partij van origine niet-confessioneel is, is de druzische invloed zeer groot. De druzische families Jumblatt en Yazbak domineren de partij. Sinds 1951 is de PSP in het Libanese parlement vertegenwoordigd. De partij nam deel aan diverse coalitieregeringen.
Hoewel Kamal Jumblatt zijn PSP buiten de Libanese Burgeroorlog probeerde te houden, raakte zij toch vanaf het begin hierbij betrokken. Na de moord op Kamal Jumblatt (1977), nam zijn enige zoon, Walid Jumblatt (geb. 1949) het voorzitterschap op zich. De PSP-milities wisten in 1982 en 1983 de aanvallende legers op het Choufgebergte (woongebied van de druzen) te weerstaan.
Na de burgeroorlog nam de PSP deel aan diverse coalitieregeringen. Sinds de jaren negentig vormt zij een voorname oppositiepartij tegen de Syrische bezetter.